# Disturbia (노래)
"Disturbia"는 바베이도스계 가수 리한나의 세 번째 음반 Good Girl Gone Bad의 싱글이다. 2008년 6월 17일에 북미 라디오에 공개됐으며 2008년 7월 22일 CD 싱글로 발매되었다. 이것은 "If I Never See Your Face Again"과 "Take a Bow" 다음의 싱글로 발표 되었다. 이 노래는 시니컬한 분위기로 좀비, 시체 등의 어두운 면을 다루는 신스팝 장르의 노래이다.
노래의 어두운 면을 다룬것은 리셉션 평론가들로부터 일반적으로 좋은 반응을 얻었다. 노래는 빌보드 핫 100에서 1위로 데뷔하며 리한나의 최고 데뷔 기록을 이뤄내고 또한 캐나다, 프랑스, 스웨덴, 스위스 및 영국에서 상위 5위에 도달뿐만 아니라 뉴질랜드 차트에서도 석권하며 성공을 일궈냈다. 2009년에 그래미 상 '최우수 댄스 레코딩' 부문에 후보로 올르지만 일렉트로닉 듀오 다프트 펑크의 "Harder, Better, Faster, Stronger"에 수상을 내준다. 리한나는 "Disturbia"의 공연으로 2008 MTV 비디오 뮤직 어워드에서 좀비에 둘러싸인 퍼포먼스를 펼치며 찬을 받았고 그외에 많은 공연을 펼쳤다. 또한 빌보드가 선정한 2008 여름의 노래로 선정되기도 했었다.

## 곡 목록
| Digital download 1. "Disturbia" (Album Version) – 4:00 2. "Disturbia" (Instrumental) – 3:58 Digital Remixes 1. "Disturbia" (Jody Den Broeder Remix) – 7:45 2. "Disturbia" (Craig C's Master Vocal Mix) – 9:17 3. "Disturbia" (Craig C's and Nique's Tribal Mayhem Mix) – 8:21 4. "Disturbia" (Jody Den Broeder Bum Bum Dub) – 8:15 5. "Disturbia" (Craig C's Disturbstramental Mix) – 9:17 | FR Extended Play 1. "Disturbia" (Album Version) – 4:00 2. "Disturbia" (Jody den Broeder Radio Edit) – 3:52 3. "Disturbia" (Instrumental) – 3:58 UK and German CD single 1. "Disturbia" – 3:58 2. "Disturbia" (Jody den Broeder Radio Edit) – 3:52 3. "Disturbia" (Instrumental) – 3:58 4. "Disturbia" (Music video) – 4:20 |

## 차트 및 인증

### 차트
| 차트 (2008)              | 최고 기록 |
| ------------------------ | --------- |
| 캐나다 (캐나디안 핫 100) | 2         |
| 빌보드 핫 100            | 1         |

### 인증
| 국가                                                                                         | 인증        | 판매량/출하량 |
| -------------------------------------------------------------------------------------------- | ----------- | ------------- |
| 오스트레일리아 (ARIA)                                                                        | 3× 플래티넘 | 210,000^      |
| 벨기에 (BEA)                                                                                 | 골드        |               |
| 캐나다 Digital downloads                                                                     | —           | 145,000       |
| 덴마크 (IFPI Danmark)                                                                        | 플래티넘    | 15,000^       |
| 독일 (BVMI)                                                                                  | 골드        | 150,000       |
| 이탈리아 (FIMI)                                                                              | 골드        | 35,000        |
| 뉴질랜드 (RMNZ)                                                                              | 플래티넘    | 15,000*       |
| 스페인 (PROMUSICAE)                                                                          | 골드        | 10,000^       |
| 스페인 (PROMUSICAE) Ringtone                                                                 | 골드        | 0^            |
| 스웨덴 (GLF)                                                                                 | 골드        | 10,000        |
| 영국 (BPI)                                                                                   | 플래티넘    | 600,000       |
| 미국 (RIAA)                                                                                  | 7× 플래티넘 | 7,000,000     |
| *판매량을 기반으로 한 인증 · ^출하량을 기반으로 한 인증 · 판매량+스트리밍을 기반으로 한 인증 |             |               |

| 빌보드 핫 100 1위 싱글 |                                   |                     |
| 이전                   | 2008년 8월 23일 ― 2008년 8월 30일 | 다음                |
| 케이티 페리            | 2008년 8월 23일 ― 2008년 8월 30일 | T.I.                |
|                        |                                   |                     |
| "I Kissed a Girl"      |                                   | "Whatever You Like" |

## 같이 보기
- 2008년 빌보드 핫 100 차트 1위 목록